# Ben-Hur (2016)
Ben-Hur é um filme norte-americano épico e histórico, realizado por Timur Bekmambetov e escrito por Keith R. Clarke e John Ridley. É baseado no romance de 1880 Ben-Hur: A Tale of the Christ de Lew Wallace. O livro teve outras adaptações cinematográficos com o mesmo nome incluindo os filmes de 1925 e de 1959. Tem a participação de Jack Huston, Morgan Freeman, Toby Kebbell, Nazanin Boniadi e Rodrigo Santoro. A fotografia começou em Fevereiro de 2015 em Roma, e durou cerca de seis meses até Agosto de 2015.
Ben-Hur teve seu lançamento no dia 12 de agosto de 2016 em 2D, 3D, RealD 3D e Digital 3D.

## Sinopse
O nobre judeu Judah Ben-Hur (Jack Huston) e seu amigo de infância e irmão adotivo Messala (Toby Kebbell) são unidos apesar das diferenças. Messala se alista no exército romano e luta pelo Império na Germânia. Ben-Hur também se apaixona pela escrava Esther apesar de suas posições sociais distantes. Quando Simonides vende sua filha para um romano, Judah revela seu amor por ela e a toma como esposa. Três anos mais tarde, Messala retorna como um condecorado e respeitado oficial romano. Seu regresso coincide com uma insurreição em Jerusalém liderada pelos zelotes, que combatem o domínio romano na região. Judah resgata e abriga em sua casa um jovem zelote chamado Dismas (Moisés Arias). Messala tenta convencer seu irmão adotivo a servir de informante aos interesses romanos. Num jantar com os Ben-Hur, Messala informa que Pôncio Pilatos (Pilou Asbæk) será o novo governador da Judeia e virá a Jerusalém em breve. 
Dias depois, Ben-Hur e sua família assistem o cortejo de Pilatos em Jerusalém. Dismas tenta assassinar Pilatos e os romanos invadem a casa dos Ben-Hur buscando o culpado. Ben-Hur assume a responsabilidade pela tentativa de assassinato. Sua mãe e irmã são sentenciadas a crucificação. Ben-Hur e Messala entram em conflito pelo incidente. Depois de ser sentenciado às galés, Ben-Hur encontra Jesus (Rodrigo Santoro), que lhe dá água. Ben-Hur passa cinco anos como escravo remador em uma galé romana sob o comando de Quintus Arius. Durante uma batalha contra os gregos no Mar Jônico, a galé colide com outro navio e Ben-Hur é o único sobrevivente. Ben-Hur é levado até a costa e encontrado pelo Sheik Ilderim (Morgan Freeman), que o reconhece como um escravo. Ben-Hur convence Ilderim a não entregá-lo aos romanos em troca de cuidar de seus cavalos de corrida. Ilderim treina Ben-Hur para ser um corredor de bigas como recompensa pela recuperação dos cavalos. 
Ben-Hur e Sheik Ilderim voltam a Jerusalém para participar da grande corrida de bigas no novo circo romano. As pregações de Jesus incomodam Pilatos e Messala, que é o novo comandante da guarnição romana e um respeitado campeão de bigas. Ben-Hur reencontra Esther, que se tornou uma seguidora de Jesus. Esther diz a Ben-Hur que sua família está morta. 
Ben-Hur confronta Messala em seu antigo palácio, mas é forçado a fugir quando soldados romanos chegam. Após os romanos executarem vinte judeus como punição, Esther esquece completamente Ben-Hur. Sheik Ilderim ensina novas técnicas de corrida a Ben-Hur. Um antigo soldado romano Druses informa a Ben-Hur que sua mãe e irmã estão vivas, mas com lepra. 
Sheik Ilderim oferece uma alta aposta e convence Pilatos a permitir Ben-Hur nas corridas. Esther tenta convencer Messala a não competir com Ben-Hur, mas ele acredita que irá vencer. No dia da corrida, Ben-Hur segue as instrução de Ilderim e não briga pela primeira posição até as últimas voltas. Com suas estratégias sujas, Messala consegue eliminar outros competidores e assumir a liderança de uma corrida violenta, mas é derrotado por Ben-Hur. Messala sobrevive, mas gravemente ferido e perde uma das pernas. A vitória de Ben-Hur inflama os judeus e eleva a reputação de Ilderim. 
Apesar de sua vitória, Ben-Hur ainda lamenta por sua família e seu antigo amigo Messala. Esther testemunha a prisão de Jesus no Jardim do Getsêmani. Ben-Hur e Esther testemunham a procissão de Jesus pelas ruas de Jerusalém. Ben-Hur tenta retribuir água a Jesus, mas é impedido pelos soldados romanos. Jesus é crucificado diante de Ben-Hur e uma multidão de judeus. Naomi e Tirzah são curadas da lepra pelas águas que escorrem do corpo de Jesus e compradas por Sheik Ilderim. Ben-Hur se reconcilia com Messala e deixa Jerusalém na caravana de Ilderim.

## Elenco
- Jack Huston como Judah Ben-Hur: um príncipe judeu da Jerusalém Romana que é traído e falsamente acusado de traição por seu irmão adotivo Messala e é sentenciado a servir como escravo pelo resto de sua vida. Ben-Hur perde tudo e passa cinco anos remando nas galeras de escravos de Roma, depois assume o Império Romano e se vinga de seu irmão traidor na grande corrida de bigas enquanto busca redenção e é profundamente tocado pelas mensagens de Jesus Cristo após uma série de encontros com o mesmo. Huston disse que se sentiu "incrivelmente honrado de estar usando as sandálias de Charlton Heston."[3] Originalmente foi-lhe oferecido o papel de Mesalla, mas o diretor Bekmambetov decidiu que ele deveria ser o protagonista.[4] Bekmambetov quis Huston porque não queria apenas um ator que soubesse andar a cavalo, mas um que "se sentisse nascido naquela época".Tom Hiddleston foi originalmente considerado para o papel.[5]

- Morgan Freeman como Sheik Ilderim:

um rico sheik núbio que treina Ben-Hur para torna-lhe o melhor corredor para assim vingar-se de seu irmão, Messala. Diferente do filme de 1959, no qual era um personagem secundário, e um tipo de alívio cômico, não há humor nessa versão. Além do mais, Ilderim agora é uma das principais figuras do filme.
- Toby Kebbell como Messala:

um oficial do exército Romano, amigo de infância e irmão adotivo de Ben-Hur.
- Nazanin Boniadi como Esther:

uma escrava judia e interesse amoroso de Ben-Hur. As atrizes Gal Gadot, Sofia Boutella, Moran Atias e Natalia Warner foram consideradas para o papel.
- Rodrigo Santoro como Jesus Cristo:

Diferente do filme original, Jesus será um personagem importante nesta versão. O vice-presidente da Paramount Pictures, Rob Moore, afirmou que Jesus nesta versão "será compatível com as expectativas do público, e que "a perspectiva da fé será honrada." Isto porque a Paramount quis evitar o tipo de reação negativa que as pessoas sentiram de Noé, onde houve pouca fidelidade ao conteúdo bíblico. Santoro disse que foi o papel mais desafiador de sua vida.
- Sofia Black D'Elia como Tirzah:

Irmã de Ben-Hur.
- Ayelet Zurer como Naomi:

Mãe de Ben-Hur.
- Haluk Bilginer como Simonides:

um fiel Judeu que serve a Ithamar, o pai biológico de Ben-Hur; se torna um rico mercador em Antioquia.
- Moisés Arias como Dismas:

um adolescente fanático Judeu cuja família foi assassinada pelos Romanos e está desesperado para lutar pela liberdade de seu povo.
- Pilou Asbæk como Pôncio Pilatos:

o governador da Judeia que assiste a corrida de bigas.

## Produção

### Desenvolvimento
Em 2013, a Metro-Goldwyn-Mayer adquiriu o roteiro de Keith R. Clarke, uma adaptação do romance Ben-Hur: A Tale of the Christ de Lew Wallace publicado originalmente em 1880 e que atualmente se encontra em domínio público. Em abril de 2014, a Paramount Pictures anunciou a produção de uma nova versão da história em parceria com a MGM e que teria Mark Burnett e Roma Downey como produtor e produtor executivo, respectivamente. Até então, a MGM já havia lançado dois filmes baseados no romance, o filme mudo de 1925 e o notório filme épico de 1959, estrelado por Charlton Heston e vencedor de diversas premiações. O último filme teve seus direitos vendidos para Ted Turner na década de 1980. Em 2013, a MGM vinha se recuperando de uma grave crise financeira com os lançamentos de Skyfall e The Hobbit: An Unexpected Journey (os quais somaram mais de 1 bilhão de dólares em bilheterias mundiais), enquanto a Paramount experimentava uma boa fase financeira devido ao sucesso comercial do épico bíblico Noah. John Ridley foi contratado para revisar o roteiro com Sean Daniel, Burnett e Joni Levin na produção e Downey, Clarke e Jason Brown na produção executiva. Posteriormente, Duncan Henderson foi alocado para a produção enquanto Ridley assumiu também a produção executiva. O novo filme foi anunciado como sendo diferente da versão de 1959, especialmente no enfoque sobre a relação fraterna de Ben-Hur e Messala antes do domínio romano sobre Jerusalém e que Jesus teria um destaque muito maior. Sobre os temas abordados no filme, o diretor Timur Bekmambetov afirmou:
| “ | Este filme é sobre o Império Romano, sobre quão sedutores e glamourosos seus ideais são - é sobre poder e competição. E vivemos neste mundo. Vivemos no Império Romano hoje - e este filme tenta achar uma maneira de sobrevivermos hoje. Não é um filme sobre a época de Jesus, é um filme sobre nós. | ” |

Em setembro de 2013, Bekmambetov foi anunciado como diretor do filme. Bekmambetov estava inicialmente relutante em assumir a direção por se tratar de um filme cuja versão anterior havia sido impactante. Após o produtor Sean Daniel persuadi-lo a ler o roteiro, ele aceitou a proposta, afirmando "eu li o roteiro. E entendo que esta história não é o que eu esperava. Não é um remake, é uma interpretação de uma obra famosa." O diretor afirmou que a narrativa de Ben-Hur o fez se lembrar de Romeu e Julieta, Hamlet e da obra de Anton Chekhov. Bekmambetov ficou fascinado com o filme de 1959, mas considerou o enfoque vingativo do personagem como um possível impasse; esta foi a primeira diferença entre o livro e o filme de 1959: o livro retratava a temática do perdão, enquanto o filme focava em vingança e nos milagres. Ainda assim, o diretor insistiu em abordar com maior detalhe os temas de perdão e amor ao invés de vingança, considerando "mais importantes os valores de orgulho, rivalidade, poder, força, ditadura de poder e amor próprio" que era proeminentes entre os romanos como os principais temas desta nova versão. "O filme não é somente a vida de Ben-Hur, mas também a sua história compartilhada com Messala", disse o diretor, que também procurou distanciar-se das versões anteriores para evitar comparações. Como resultado, resolveu criar um drama realístico ao invés de um grande filme épico. O cineasta, no entanto, evitou uma versão histórica estilizada, como havia realizado em Abraham Lincoln: Vampire Hunter, buscando uma obra "mais tangível e fincada".
O produtor Mark Burnett afirmou que filmes como Ben-Hur, que abordam mensagens de fé e a vida de Jesus, precisam parecer arrasa-quarteirão para atrair público mais jovem e também públicos seculares.[carece de fontes?] Ele explicou que parte do orçamento - de 100 milhões de dólares - foi pesada pelos efeitos especiais e a experiência 3D que os públicos mais jovens exigem. A MGM financiou 80% da produção, enquanto o restante dos custos foi coberto pela Paramount.
Em junho de 2015, Rob Moore, vice-presidente da Paramount, explicou que esta versão não seria um remake do filme de 1959, mas uma nova interpretação da obra de Lew Wallace, na qual ambos os filmes são baseados.

### Roteiro
John Ridley reescreveu o roteiro tomando como base um roteiro original de Keith Clarke que, por sua vez, havia se baseado na obra Ben-Hur: A Tale of the Christ, de Lew Wallace. Ridley admirava como Clarke havia pesquisado o material original e focado nos temas de escravidão racial e colonização e as profundas relações entre os dois amigos. O roteirista declarou se envolver mais com o projeto por conta dos temas de fé e amor. A companhia contactou-o em outubro de 2013, após seu sucesso como roteirista de 12 Years a Slave, que eventualmente venceu o Óscar de Melhor Roteiro Adaptado no ano seguinte. O estúdio desejava que Ridley apenas criasse uma "produção que lida apenas com apurar a história e torná-la fiável."

### Seleção de elenco
Tom Hiddleston foi considerado para o papel principal de Judah Ben-Hur, que acabou sendo assumido por Jack Huston. Em 11 de setembro, Morgan Freeman juntou-se ao elenco no papel do sábio e influente Sheik Ilderim, que transforma Ben-Hur num campeão de corridas de bigas. Uma semana depois da contratação de Freeman, Toby Kebbell foi contactado pela produção para assumir o papel de Messala. Em 15 de outubro, a atriz israelense Gal Gadot foi contactada para o papel da escrava Esther, o interesse romântico de Ben-Hur, enquanto Pedro Pascal poderia interpretar Pôncio Pilatos. Em 30 de outubro, o jornal The Wrap confirmou que as negociações com Gadot havia sido encerradas sem sucesso por conflitos com o calendário de Batman v Superman: Dawn of Justice. Em novembro, Marwan Kenzari foi contratado para interpretar o soldado romano Druses, enquanto Ayelet Zurer assumiu o papel de Naomi, mãe de Ben-Hur. Em 2 de dezembro, Nazanin Boniadi foi confirmada como Esther e, um mês depois, Sofia Black D'Elia assumiu o papel de Tirzah. O ator brasileiro Rodrigo Santoro foi confirmado para o esperado papel de Jesus de Nazaré em 13 de janeiro de 2014.

### Filmagens
Em 2 de fevereiro de 2015, MGM e Paramount Pictures anunciaram que as filmagens ocorreriam principalmente na Itália, mais especificamente em Roma e Matera - assim como filme de 1959. O Sassi di Matera e os estúdios Cinecittà foram citados entre os locais de gravações. No entanto, durante a maior parte da produção foi gerada com recursos GCI. Contudo, Bekmambetov quis utilizar efeitos mais práticos para reduzir o uso de efeitos especiais para somente as cenas imprescindíveis. 
Os produtores Roma Downey e Mark Burnett escolheram Matera como locação para Jerusalém, uma das locações também utilizadas por Mel Gibson no drama bíblico The Passion of the Christ, de 2004. As tomadas externas duraram dois meses e foram finalizadas em abril de 2015. A produção foi transferida para os estúdios Cinecittà para as filmagens internas, incluindo a clássica cena da corrida de bigas. Cerca de 2 mil dublês participaram das filmagens. 
Em março de 2016, Adam Sidman, um sócio de Bekmambetov, pediu permissão ao Escritório de Propriedades da Costa Sul em Palm Springs, que administra territórios federais no Vale de Coachella, para filmar as cenas das bigas nos cânions da região. A solicitação foi negada e Sidman considera que por conta do tamanho da produção. A equipe tentou negociar novamente, sem sucesso.